# 高山茂晴
高山 茂晴（たかやま しげはる）は、日本の数学者。専門は複素幾何学。東京大学大学院数理科学研究科教授。幾何学賞、日本数学会賞建部賢弘賞受賞。

## 人物・経歴
1990年東京都立大学理学部数学科卒業。1995年東京都立大学大学院理学研究科修了、博士（理学）。1998年日本数学会賞建部賢弘賞受賞。鳴門教育大学学校教育学部助手、大阪大学大学院理学研究科助手を経て、2000年九州大学大学院数理学研究院助教授。2004年東京大学大学院数理科学研究科助教授。2012年東京大学大学院数理科学研究科教授。複素幾何学、代数幾何学において卓越した研究を行い、2016年には幾何学賞を受賞した。